# Prowincja Sing Buri
Sing Buri (taj. สิงห์บุรี) – jedna z centralnych prowincji (changwat) Tajlandii. Sąsiaduje z prowincjami Nakhon Sawan, Lopburi, Ang Thong, Suphanburi i Chainat.